# Normandel

Normandel este o comună în departamentul Orne, Franța. În 1 ianuarie 2018 avea o populație de 92 de locuitori.